# Ahvenlampi (sjö i Finland, Södra Österbotten)
Ahvenlampi är en sjö i Finland. Den ligger i kommunen Alajärvi i landskapet Södra Österbotten, i den centrala delen av landet, 300 km norr om huvudstaden Helsingfors. Ahvenlampi ligger 194 meter över havet. Arean är 14 hektar och strandlinjen är 1,71 kilometer lång. Sjön  ingår i Esse å huvudavrinningsområde.   I omgivningarna runt Ahvenlampi växer i huvudsak blandskog.